# Placerias hesternus
Placerias hesternus Lucas, 1904 era un dicinodonte (un gruppo di sinapsidi terapsidi di grande successo) che visse durante il tardo Carnico del Triassico. (221-210 milioni di anni fa). Era un membro della famiglia Stahleckeriidae, l'ultimo rappresentante noto del gruppo di questo momento: i dicinodonti si estinsero poco dopo. È l'unico appartenente del genere Placerias.

## Descrizione

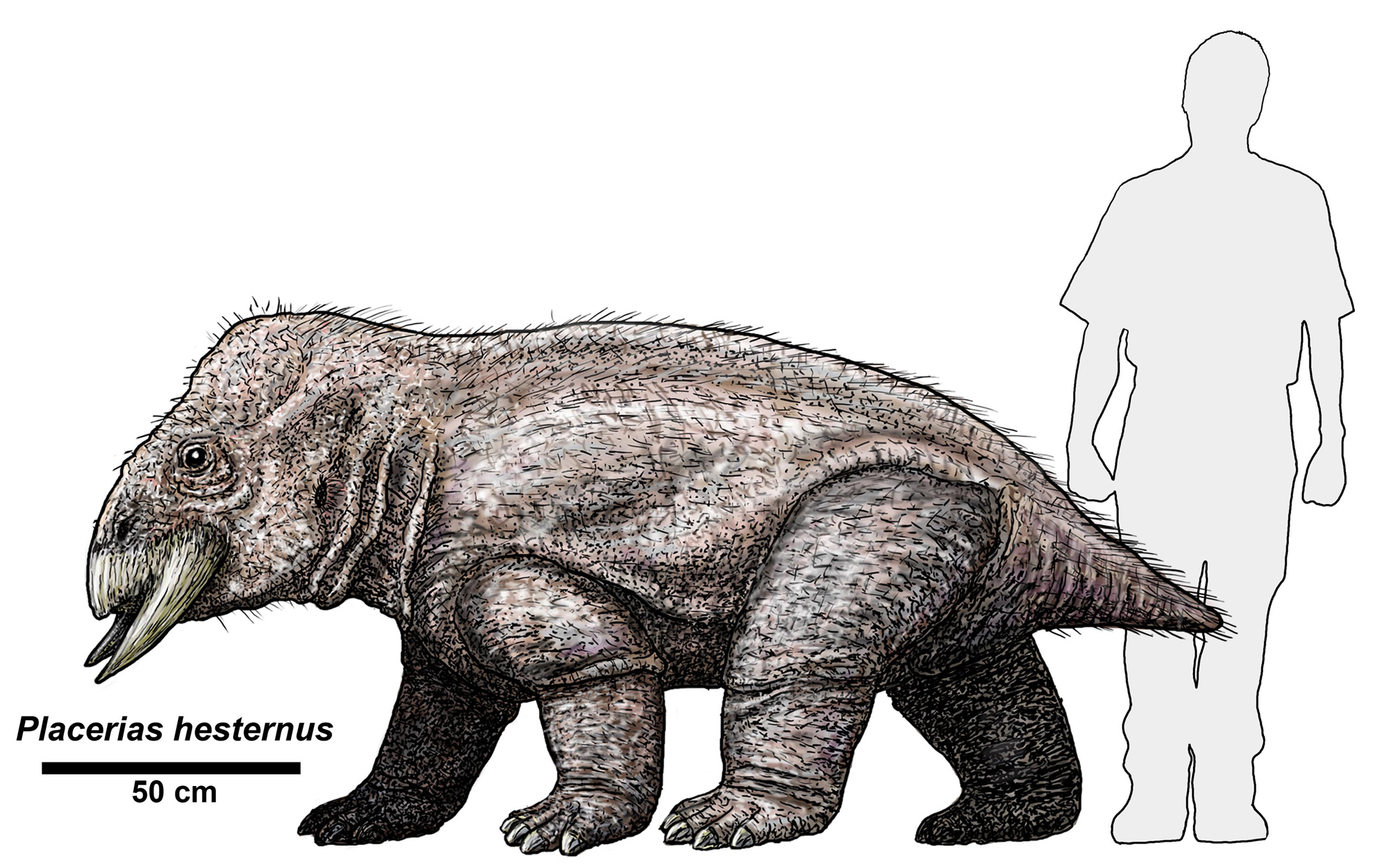
P. hesternus confrontato alle dimensioni umane

Questo animale fu il più grande erbivoro del suo tempo, infatti era lungo 3,5 m e pesava fino a una tonnellata (907 kg) con un poderoso collo, forti zampe, e un corpo a forma di botte. Ci sono possibili paralleli ecologici ed evolutivi con il moderno ippopotamo, in quanto entrambi spendono gran parte del loro tempo nell'acqua durante la stagione umida, mangiando la vegetazione sulle sponde dei fiumi. La permanenza in acqua diede ai placerias alcune protezione contro i predatori terrestri, come i postosuchi. I placerias usavano il loro becco per tagliare folti rami e radici con due corte zanne che fungevano anche da arma di difesa.

## Scoperta

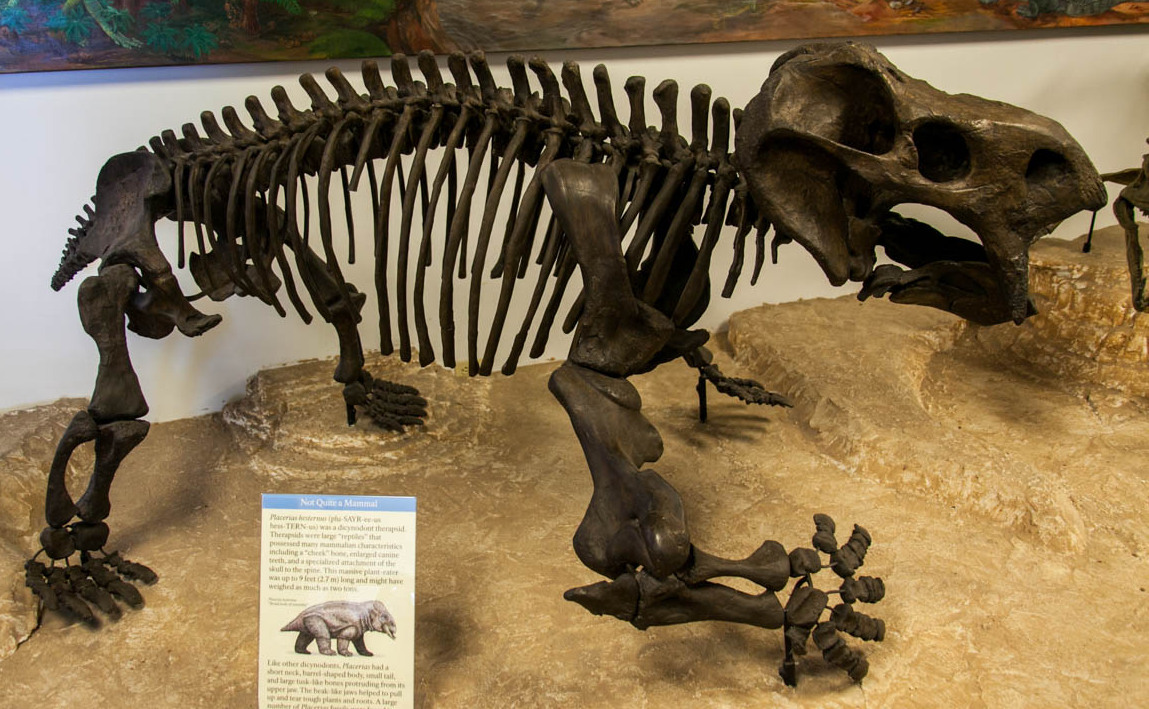
Scheletro esposto con suo disegno riconstruttivo

Sono stati trovati fossili di quaranta placerias presso St. Johns, a sud est della Foresta Pietrificata in Arizona. Questo sito è stato chiamato Cava dei placerias e fu scoperto nel 1930, da Charles Camp e Samuel Welles, della University of California.  Le caratteristiche sedimentarie di questo sito indicano un ambiente a bassa energia deposizionale, probabilmente una pianura-alluvionale. Le ossa sono associate principalmente con fango indurito e un deposito che contiene numerosi noduli di carbonato.

## Nella cultura di massa
- Fino ad ora, il placerias è apparso per la prima volta in un documentario della serie televisiva Nel mondo dei dinosauri. Dapprima viene mostrata la loro vita abituale, simile a quella dell'ippopotamo. Di seguito, viene fatto vedere una loro migrazione in cerca di acqua.
- Nel secondo episodio di Guerre stellari nell'arena del pianeta Geonosis appare una creatura chiamata Reek che assoglia in parte ad un rinoceronte e in parte ad un placerias.
- Il supereroe della DC Comics Kilowog è parzialmente ispirato nell'aspetto a un placerias.
- È presente nella seconda serie della famosa linea di giocattoli Dino Riders e nei media corrispondenti.